# Гупта
 Тази статия е за историческата държава и династия.  За писмената система вижте Гупта (писменост).  
Империята Гупта (на санскрит: गुप्तसाम्राज्यम्, Gupta Sāmrājya IAST) е историческа държава в Северна Индия, съществувала приблизително между 320 и 550 година и обхващала голяма част от Индийския субконтинент. Основана от махараджата Шри Гупта, империята умиротворява страната и поставя началото на период на относително благоденствие и културен разцвет, често определян като Златен век на Индия. Значително се развиват литературата, скулптурата, религията, изкуството (т.н. изкуство гупта, което характеризира класическа Индия) и особено науките математика, медицина, астрономия (теория за въртенето на Земята) и хирургия (присаждания на кожа и дори чревни операции).
Най-значимите владетели са Чандрагупта I, Самудрагупта и Чандрагупта II. По времето на Самудрагупта, империята обхваща територии от Пенджаб до Западен Бенгал, а хегемонията ѝ е призната до Асам и Непал. Към края на 5 век обаче, нарастващите стремежи за независимост на васалните княжества и нашествията на хуните водят до края на империята.

## Произход
Въпросът за произхода на Гуптите е спорен, като има няколко хипотези за това. Не е изяснено и дали името Гупта е фамилното име на определен род или е име на клан. Освен това не е ясно и родното място на династията.
Една от теориите е, че основателят на династията е свързан с родословието на владетели от Бихар и взима името на първия маурийски цар – Чандрагупта. Липсват обаче преки доказателства, че династията има родословна връзка с Маурийската владетелска династия.
Според теория на индийския историк Каши Джаясвал, думата гупта означава ваник, т.е. от кастата на вайшите, като той предполага, че произходът на династията е от племето джати в Пенджаб. Тази теория по-късно обаче отпада поради липсата на доказателства. Историкът Хем Чандра Ройчаудури също е смятал, че Гуптите принадлежат към клана Дхаран от това племе. Според Ройчаудури и Джаясвал, династията е свързана с царица Дхарини от рода Агнимитра, съпруга на сина на цар Пушямитра Шунга. Ройчаудури гради теорията си за родословието на Гуптите въз основа на надписите върху медни плочки от Ритпур и Пуна на Прхавати Гупта, дъщеря на Чандрагупта II. В тези два надписа, самата тя твърди, „че е от Дхарана готра“ (където готра е използвано в смисъл на „род, клан“) и тъй като това не е готрата на мъжа ѝ – Рудрасена ІІ Вакатака, то това е готрата Гупта. Мнението е подкрепено от друг съвременен историк, Дашаратха Шарма, който добавя факта, че джатите от рода Дхарана все още съществуват в днешен Раджастан.
По-късно историкът Ашвини Агарвал, въз основа на брачните съюзи на Гуптите с династията Вакатака, предполага, че те принадлежат към кастата на брахманите. Друг съвременен историк, Судхакар Чатопадхая, предлага различна теория за потеклото на династията. Според него, в надписите на медната плочка от Панчоб, някои царе, носещи името (или титлата) Гупти и свързани с императорската династия, твърдят, че са кшатрии. Историкът Дили Раман Реджми от друга страна, смята че владетелите от рода Гупта са потомци на Абхира-Гуптите от Непал.
За родно място на Гуптите, Джаясвал смята град Праяг (днешния Аллахабад).

## Шри Гупта и Гхатоткача
За първите двама владетели от династията няма почти никакви сведения и годините на царуването им са изчислени приблизително. Единственото писмено сведение за първия владетел – Шри Гупта, е от китайския монах и пътешественик И Дзин, който посещава Индия през 672 г. През 690 г. той пише за „индийския цар Che-li-ki-to, който 500 г. преди това е построил храм за китайските поклонници близо до Мригашикавана и го е дарил с 24 села.“.
Другите сведения за него са в надписи на по-късните владетели от династията, където за основател се споменава „знатния махараджа Гупта“ (например надписът от Матура на Чандрагупта II) Първоначално британският изследовател Винсънт Смит смята, че Шри е част от името на владетеля, но по-късно други изследователи – Джон Флийт и Алан, отбелязват, че Шри е почтителна титла.
При идентифицирането на Шри Гупта като Adiraja от надписа на медната плочка от Пуна и съпоставянето на годините, земите и другите сведения, дадени от И Дзин, най-вероятните години на царуването му, по изчисления на историци, са 240 – 280 г. Надписите на династията споменават като неин основател именно Махараджа Шри Гупта.
Голям брой изследователи на династията поддържат тезата, че Шри Гупта и Гхатоткача са били васали на кушаните.

## Възход и могъщество на империята

### Чандрагупта I
Гхатоткача има син наречен Чандрагупта (да не се бърка с Чандрагупта, основател на династията Маурия). След сделка Чандрагупта се жени за Кумарадеви, личхавийска принцеса – основната сила в Магадха. Със зестра от кралството Магадха и съюз с личхавийците, Чандрагупта започва да усилва своята власт, превземайки голяма част от Магадха, Праяга и Сакета. Вероятно използвайки влиянието на жена си, принцеса Ликави, Чандрагупта установява контрол над бреговете на река Ганг през 321 г., а до смъртта си през 335 г. разширява империята над значителна част от Североизточна Индия. Приема имперската титла махараджадхираджа. На смъртното си легло владетелят завещава на своя син „да управлява света“.

### Самудрагупта
.
Самудрагупта приема властта от баща си през 335 г. и управлява около 45 години, до смъртта си през 380 г. Превзема царствата Ахикшетра и Падмавати рано през управлението си. След това атакува Малва, Яудхея, Арджунаяна, Матхура и Абхира, всички от които са племена от околните райони. До смъртта му през 380 г. той успява да присъедини над 20 царства в своето владение (сред които и Кашмир) и неговата власт се разпростира от Хималаите до река Нармада и от река Брахмапутра до река Ямуна. Превръща в свой васал дори царя на далечния остров Цейлон. Дава на себе си титлите „Цар на царете“ и „Световен монарх“, като и „Унищожител на царе“. Историкът Винсънт Смит го описва като „индийския Наполеон“. Самудрагупта подновява древното Жертвоприношение на великия кон – свещен ведически ритуал, при щойто жреците насичат с брадви бял жребец. Този ритуал се изпълнява само в чест на завоеватели.
Самудрагупта освен талантлив военен лидер е и поддръжник на изкуствата и литературата. Известни учени в обкръжението му са Харишена, Васубандху и Асанга. Самият той е поет и музикант. Той е дълбоко вярващ в индуизма и се знае, че е почитал бог Вишну. Той е внимателен към останалите религии и позволява на шриланкийския цар Сиримегхвана да построи манастир в Бод Гая.

### Рамагупта
Въпреки че описанията на Девичандрагупта не се поддържат от каквото и да е съвременно епиграфско доказателство, историчността на Рамагупта е доказана от неговите надписите му в Дуржанпур на три джайнистки изображения, където той се споменава като махараджадхираджа. Голям брой от негови медни монети са открити в региона Еран-Видиша и са класифицирани в пет различни вида.Брахманските предания на тези монети са написани в ранния стил на Гупта. Според становището на историка на изкуствата д-р Р. Агаравала, Рамагупта може би е най-големият син на Самудрагупта. съществува възможността той да е детрониран, защото не се оказва достоен да носи титлата и по-малкият му брат Чандра Гупта II да поема властта.

### Чандрагупта II
Според сведенията за Гупта, Самудрагупта номинира принц Чандра Гупта II, роден от кралица Датадеви, за негов наследник. Чандрагупта II, Викрамадитя (Слънцето на силата) управлява от 380 до 413 г. Чандрагупта II се жени за принцеса от кунталския регион и за принцеса от нага произход, Куберанга. Дъщеря му Прабхаватигупта от тази нага кралици се омъжва за Рудрасуна II, владетелят на Вакатака от Декан. Синът му Кумарагупта I се жени за кадамбска принцеса от региона Картанака. Император Чандрагупта II разпростира владенията си на запад, побеждавайки западните сатрапи на саките – Малва, Гуджарат и Саураштра във военна кампания продължила до 409 г., но основният му опонент Рудрасимха III е победен още през 395 г. Освен това Чандрагупта II разбива бенгалските племена. Това разширява контрола му от единия до другия бряг, основава втора столица при Уджайн и е върховата точка на империята.
Въпреки създаването на империя чрез война, управлението му е запомнено с влиятелния стил индуско изкуство, литература, култура и наука. Някои изключителни творби на индуското изкуство като плочките в храма Дашаватара в Деогарх илюстрират величието на изкуството на гуптите. Синтезирането на елементите дава отличителният привкус на изкуството им. През този период гуптите подкрепят също така и будистката и джайнистката култура и поради тази причина има много екземпляри на неиндуистко изкуство по време на управлението на гуптите.
Дворът на Чандрагупта е още по-прочут с факта, че в него твори групата на Наваратна („Деветте съкровища“), група от девет души, които се открояват в литературните изкуства. Сред тези хора е обезсмъртения Калидаса, чиито произведения изпъкват на фона на много други литературни гении – не само в съвремието му, но и в идните векове. Калидаса е особено известен за тънката употреба на романтичния елемент шрингара в неговите стихове.
Будисткият монах Фасиан отбелязва, че към края на управлението на Чандрагупта „жителите са богати, радват се на благополучие и се надпреварват в прояви на щедрост.“. Монахът пише също, че в столицата Паталипутра „болниците са безплатни за бедните от всички дтрани, за бедстващите и сакатите.“.

#### Походите на Чандрагупта II срещу чуждите племена
Според санскритския поет Калидаса от четвърти век Чандрагупта Викрамадитя е превзел около 21 кралства, във и извън Индия. След като приключва кампанията си в източна и западна Индия, Викрамадитя продължава на север и покорява саките (персийците) и после хуните и камбоджите, намиращи се съответно в западната и източната долина на река Окс. След това Чандрагупта II преминава през Хималаите и побеждава кинарите и киратите и присъединява нови земи към Индия.
Според кашмирския писател Кшмендра, Викрамадитя „освобождава свещената земя от варвари като саките, млечхките, камбоджите, йаваните, тушарите, парасиките, хуните и др. като унищожава тези грешни варвари напълно.“.

### Кумарагупта I
Чандрагупта II е наследен от втория си син, Кумарагупта I, роден от Махадеви Дхрувасвамини. Кумарагупта I приема титлата Махендрадитя. Кумарагупта управлява 40 години (до 455 г.) в мир и благоденствие, но към към края на царуването му, племе от долината Нармада, пишямитрасите, започва да застрашава империята, а белите хуни (ефталитите) правят първите си яростни опити да преминат прохода Кибер.

### Скандагупта
Скандагупта, син и наследник на Кумарагупта I, е смятан за последния от великите владетели Гупта. Той приема титлите Викрамадитя и Крамидитя. Преодолява заплахата от пушямитрите, но след това се сблъсква с атакуващите от северозапад ефталити или „бели хуни“, познати в Индия като Света хуна. Той отблъсква атаката на хуните през 455 г., но цената на войните изцежда ресурсите на страната и спомага за упадъка ѝ. Скандагупта умира през 467 г. и е наследен от своя брат Пуругупта.

## Упадък
Скандагупта е последван от слабите владетели Пуругурта (467 – 473), Кумагупта II (473 – 476), Будагупта (476 – 495?), Нарасимхагупта, Кумагупта III, Вишнугупта, Вайнягупта и Бханугупта. През 80-те години на 5 век, ефталитите пробиват на северозапад, и към 500 г. северозападната част на империята е завладяна от хуните. Империята се разпада под ударите на Торамана и наследника му Михиракула. Както изглежда от надписите, гуптите, макар и с намалена власт, продължават да се противопоставят на хуните. Завоевателите са победени и изгонени от Индия през 528 г. от коалиция, съставена от император Нарасимхагупта и цар Яшодарман от Малва. Последователността на Гуптите през шести век не е много ясна, но последният признат от историците владетел от основната линия на династията е Вишнугупта, управлявал от 540 до 550 г. В допълнение към нашествията на хуните, факторите, които допринасят за упадъка на империята включват конкуренцията на вакатаките и възхода на Яшодарман в Малва.

## Военна организация
Гуптите постигат успехите си на бойното поле с помощта на ефективни военни системи. Исторически погледнато, най-добрите описания на това идват не от самите индуси, а от китайски и западни източници. Все пак, индийският документ, който се счита за военна класика от това време, „Шивадханурведа“, предлага някои насоки във военната система на Гуптите.
Гуптите изглежда разчита основно на пещите стрелци, и лъка е едно от доминиращите оръжия за армията им. Индуската версия на дългия лък е направена от метал, или по-често от бамбук, и стреля дълги бамбукови стрели с метални върхове. За разлика от композитния хунски лък на враговете им от Западна и Централна Азия, лъковете с този дизайн се поддават по-малко на увиване при влажни условия, каквито често преобладават в региона. Индийският дълъг лък има репутацията на мощно оръжие с голям обхват и пробивна сила, което осигурява ефективни мерки срещу нахлуващите конни стрелци. Срещу бронираните слонове се използват железни стрели, а в арсенала на стрелците влизат и огнени стрели. Исторически, Индия е известна със стоманените си оръжия. Едно от тях е лъкът от стомана. Благодарение на голямата му якост на опън, той е способен на стрелба на далечни разстояния и проникване и през изключително дебели ризници. Стоманените оръжия са по-рядко срещани от бамбуковите и обикновено се използват от благородници. Стрелците често са защитени от пехотата, екипирана с щитове, копия и дълги мечове.
На Гуптите са били известни и обсадни оръжия като катапулти и други сложни бойни машини.
Гуптите очевидно показват малка склонност за използване на конни стрелци, въпреки факта, че тези воини са основния компонент в редиците на враговете им скити, парти и ефталити. Въпреки това, армиите на Гупта вероятно са били по-добре дисциплинирани. Способни военачалници като Самудрагупта и Чандрагупта II вероятно са разбрали необходимостта от комбинирана тактика и подходяща логистична организация. Военните успехи вероятно произтичат от съгласуваната употреба на слонове, тежко въоръжена конница и пеши стрелци, както срещу двете индуистки царства, така и срещу чуждите армии, нахлуващите от северозапад. Гуптите също така поддържа флот, което им позволява да контролират прилежащите на полуострова морета.
Крахът на империята Гупта при яростните атаки на хуните непряко се дължи на присъщите дефекти на армиите им, които първоначално са победели нашествениците при Самудрагупта. По-вероятно е, вътрешният разпад да е подкопал способността на Гуптите да устояват на хунските нашествия – нещо, което се е случило едновременно с това в Западна Европа и Китай.
По време на царуването на Чандрагупта II, империята поддържа голяма армия, състояща се от 500 000 души пехотинци, 50 000 конника, 20 000 колесничари и 10 000 слона, заедно с мощен флот с повече от 1200 кораба. Чандрагупта II контролира целия Индийския субконтинент. Империята Гупта е най-могъщата империя в света по време на съществуването си, в момент, когато Римската империя на запад е към своя залез.

## Администрация
Проучване на епиграфските сведения за империята показва, че при Гуптите има йерархия на административното деление от горе надолу. Империята е наричана с различни имена като „Раджя“, „Раштра“, „Деша“, „Мандала“, „Притхви“ и „Авани“. Тя е разделена на 26 провинции, които са оформени като бхукти, прадеши и бхоги. Провинциите са разделени на вишаи и са под контрола на вишаяпати. Те управляват вишаите с помощта на Адхикарана (Съвет на представителите), който се състои от четирима души: Нагарашрешестхи, Сартхаваха, Пратхамакулика и Пратхама Каяштха. Една част от вишаята е наречена витхи.
Между Римската империя по това време и империята на Гуптите съществува търговия.

## Наследство
По-известните учени от този период включват Варахамихира и Арябхата, за когото се смята, че е първият, който създава концепцията за числото нула, постулира теорията, че Земята се движи около Слънцето, и изучава слънчевите и лунните затъмнения. За известния драматург Калидаса, който пише пиеси като Шхакунтала, се смята, че вдъхновява Гьоте. Творбите на Калидаса бележат апогея на санскритската литература. Известният Сушрута, който написва санскритските текстове на основните концепции на аюрведическата медицина с иновативни глави за операциите, също датира от периода Гупта.
Потокът на хунските нашествия от Централна Азия спомага за ускоряване на края на управлението на династията Гупта в Индия, въпреки че последиците от падането ѝ далеч не са толкова опустошителни като тези при падането на Хан или края на Римската империя по същото време. Империята Гупта се счита от много учени за „класическата епоха“ на индуското и будисткото изкуство и литература. Владетелите на империята са силни поддръжници на развитието на изкуствата, архитектурата, науката и литературата. Гуптите секат голям брой златни монети, наречени динари, и подкрепят университетите в Наланда и Викрамашила.
За шахът се смята, че също е създаден през този период, като неговата ранна форма през 6 век е известна като чатуранга, което се превежда като „четири вида войски“ – пехота, кавалерия, бойни слонове и колесници. Те са представени от фигури, които по-късно се развиват съответно в съвременната пешка, кон, офицер и топ. Лекарите през тази епоха изобретяват няколко медицински инструмента, и дори извършват операции. Индийските цифри, които са първата десетична система в света произхождат от Гуптите в Индия. Древният текст на санскрит на Кама Сутра е считан за фундаментална творба за човешкото сексуално поведение в литературата, написан от индийския учен Ватсяяна. Арябхата, известен математик и астроном от периода Гупта, развива теорията, че земята не е плоска, а кръгла и се върти около собствената си ос. Той също така открива, че Луната и планетите светят с отразена слънчева светлина. Вместо преобладаващата космогония, в която затъмненията са обяснявани с това, че са причинявани периодично от демоните Раху и Кету, той обяснява затъмненията със сенките, падащи на Земята.
Тези и другите научни открития, направени от индийците по време на този период относно гравитацията и планетите на Слънчевата система, се разпространяват по света чрез търговския обмен.
Епохата на Гуптите се отличава и с внушителни постижения в областта на будисткото изкуство. Скулптурите на Буда, изсечени в Сарнат в Североизточна Индия и в Матура в северната централна част, се отличават едновременно с простота и строгост на линиите. При Аджанта в Централна Индия, художници рисуват по стените и таваните фрески, отразяващи изтънчената мода в двора на Гуптите с присъщото ѝ разточителство в прическите, в използването на скъпоценности, богатите костюми. Релефите от будистките светилища, наречени ступи, пищно изобразяват обсадени градове, военни процесии, поклонници, слонове, лъвове, пауни, митични същества и изобилие от флорални мотиви.
В архитектурата на религиозните си сгради, индусите от епохата на Гуптите полагат началото но един нов стил, по-късно характерен за техните храмове. Всеки отделен храм е посветен на едно божество – Вишну, Шива или на някоя ат многото форми на богинята-майка, а във всеки храм, на свято място, което напомня пещера, се поставя изображение на божеството.
Индуисткият храм от това време е с проста форма и скромни размери. Той се строи върху платформа, издигната в средата на правоъгълно пространство, покрито с камъни. Сградата завършва с плосък покрив, а по стените си е опасана със скулптирани релефи. Вътрешният план на сградите наподобява свещената геометрична схема, наречена мандала – квадрат, разделен на по-малки квадрати чрез мрежа от пресичащи се линии и представящ индуистката вселена в умален вид.

## Владетели от династията Гупта
- Шри Гупта (275 – 300)
- Гхатоткача (300 – 320)
- Чандрагупта I (320 – 350)
- Самудрагупта (350 – 376)
- Чандрагупта II (376 – 415)
- Кумарагупта I (415 – 455)
- Скандагупта (455 – 470)
- Кумарагупта II (470 – 475)
- Будхагупта (475 – 500)
- Вайнягупта (500 – 515)
- Нарасимхагупта (515 – 530)
- Кумарагупта III (530 – 540)
- Вишнугупта (540 – 550)